# Enneboeus rotundus
Enneboeus rotundus is een keversoort uit de familie Archeocrypticidae. De wetenschappelijke naam van de soort is voor het eerst geldig gepubliceerd in 1988 door Merkl.